# هيروكي إبيساوا
هيروكي إبيساوا (باليابانية: 海老澤 宏樹) (17 مارس 1988 في طوكيو في اليابان – )؛ هو لاعب كرة قدم سابق كان يلعب كلاعب وسط.

## وصلات خارجية
- هيروكي إبيساوا على موقع قاعدة بيانات كرة القدم.إي يو (الإنجليزية)
- هيروكي إبيساوا على موقع Soccerway.com (الإنجليزية)